# Thomas Zander
Thomas Zander (Aalen, 25 de agosto de 1967) es un deportista alemán que compitió en lucha grecorromana.
Participó en tres Juegos Olímpicos de Verano, obteniendo una medalla de plata en Atlanta 1996, en la categoría de 82 kg, el séptimo lugar en Barcelona 1992 y el 12.º lugar en Sídney 2000.
Ganó 4 medallas en el Campeonato Mundial de Lucha entre los años 1994 y 1999, y 6 medallas en el Campeonato Europeo de Lucha entre los años 1990 y 1997.

## Palmarés internacional
| Representando a la RFA   |                          |                   |           |
| Campeonato Europeo       |                          |                   |           |
| Año                      | Lugar                    | Medalla           | Categoría |
| 1990                     | Poznań (Polonia)         | Medalla de oro    | 82 kg     |
| Representando a Alemania |                          |                   |           |
| Juegos Olímpicos         |                          |                   |           |
| Año                      | Lugar                    | Medalla           | Categoría |
| 1996                     | Atlanta (Estados Unidos) | Medalla de plata  | 82 kg     |
| Campeonato Mundial       |                          |                   |           |
| Año                      | Lugar                    | Medalla           | Categoría |
| 1994                     | Tampere (Finlandia)      | Medalla de oro    | 82 kg     |
| 1995                     | Praga (República Checa)  | Medalla de bronce | 82 kg     |
| 1997                     | Breslau (Polonia)        | Medalla de bronce | 85 kg     |
| 1999                     | El Pireo (Grecia)        | Medalla de plata  | 85 kg     |
| Campeonato Europeo       |                          |                   |           |
| Año                      | Lugar                    | Medalla           | Categoría |
| 1991                     | Aschaffenburg (Alemania) | Medalla de bronce | 82 kg     |
| 1992                     | Copenhague (Dinamarca)   | Medalla de oro    | 82 kg     |
| 1993                     | Estambul (Turquía)       | Medalla de oro    | 82 kg     |
| 1994                     | Atenas (Grecia)          | Medalla de oro    | 82 kg     |
| 1997                     | Kouvola (Finlandia)      | Medalla de plata  | 85 kg     |